# Cuerpos de Herring
Los cuerpos de Herring o cuerpos neurosecretores son estructuras que se encuentran en la hipófisis posterior. Representan el extremo terminal de los axones del hipotálamo y las hormonas se almacenan temporalmente en estos lugares. Son terminales neurosecretoras.
La hormona antidiurética (ADH) y la oxitocina se almacenan en los cuerpos de Herring, pero no se almacenan simultáneamente en el mismo cuerpo de Herring. 
Además, cada cuerpo de Herring también contiene ATP y un tipo de neurofisina. Las neurofisinas son proteínas de unión, de las cuales existen dos tipos: neurofisina I y neurofisina II, que se unen a la oxitocina y la ADH, respectivamente. La neurofisina y su hormona se convierten en un complejo que se considera una sola proteína y se almacena en la neurohipófisis. Tras la estimulación del hipotálamo, los gránulos secretores liberan hormonas almacenadas en el torrente sanguíneo. Las fibras de los núcleos supraópticos se ocupan de la secreción de ADH; núcleos paraventriculares con oxitocina.
Esta estructura anatómica fue descrita por primera vez por Percy Theodore Herring en 1908.